# A hátrahagyottak
A hátrahagyottak (angolul: The Leftovers) amerikai televíziós sorozat, amelyet Damon Lindelof és Tom Perrotta alkotott, és az HBO sugárzott 2014. június 29. és 2017. június 4. között. A sorozat alapjául Perrotta azonos című regénye szolgált.´A pilotepizódot Lindelof és Perrotta írta, valamint Peter Berg rendezte. A főszerepeket Justin Theroux, Amy Brenneman, Christopher Eccleston, Liv Tyler, Chris Zylka, Margaret Qualley, Carrie Coon, Ann Dowd és Regina King játszották. 

## Évadáttekintés
| Évad | Évad | Részek száma | Részek száma | Eredeti sugárzás  | Eredeti sugárzás    | Magyar sugárzás   | Magyar sugárzás     |
| Évad | Évad | Részek száma | Részek száma | Évadbemutató      | Évadzáró            | Évadbemutató      | Évadzáró            |
| ---- | ---- | ------------ | ------------ | ----------------- | ------------------- | ----------------- | ------------------- |
|      | 1.   | 10           | 10           | 2014. június 29.  | 2014. szeptember 7. | 2014. június 30.  | 2014. szeptember 8. |
|      | 2.   | 10           | 10           | 2015. október 4.  | 2015. december 6.   | 2015. október 5.  | 2015. december 7.   |
|      | 3.   | 8            | 8            | 2017. április 16. | 2017. június 4.     | 2017. április 17. | 2017. június 5.     |

## Fordítás
Ez a szócikk részben vagy egészben  a   The Leftovers (TV series) című angol Wikipédia-szócikk fordításán alapul.  Az eredeti cikk szerkesztőit annak laptörténete sorolja fel. Ez a jelzés csupán a megfogalmazás eredetét és a szerzői jogokat jelzi, nem szolgál a cikkben szereplő információk forrásmegjelöléseként.